# Sign of the Pagan
Sign of the Pagan (Atila, rey de los hunos) es una película histórica de 1954 dirigida por Douglas Sirk, rodada en CinemaScope (color por Technicolor), y protagonizada por Jeff Chandler, Jack Palance, Ludmilla Tchérina y Rita Gam.

## Argumento
El Imperio romano está dividido en dos partes y sufre el ataque de Atila. El centurión romano Marciano debe llevar un mensaje a Constantinopla cuándo  es capturado por los hunos. A Atila le cae bien y le perdona la vida para aprender más sobre las tácticas romanas. Atila se casa con la princesa Ilduco después de matar a su padre. Marciano roba un caballo y huye a Constantinopla.
En Constantinopla, Marciano se hace amigo del general Paulinus pero comprueba que ambos emperadores son políticos corruptos y cobardes, incapaces de detener el avance de Atila.
Cuando los hunos cercan Roma, Atila consulta a un mago que tiene un mal presentimiento. Con ayuda de Paulinus, Marciano obliga al emperador a abdicar e instala a su hermana Pulcheria en el trono y anuncia sus planes para viajar a Roma. 
Atila recibe la extraña visita del papa León I que le mete el miedo en el cuerpo, además descubre que su hija se ha convertido en cristiana y furioso la mata. Esa noche tiene pesadillas y asustado ordena a los hunos que levanten el cerco y se retiren. Marciano los persigue y encuentra a Atila, pero es Ilduco, llena de odio contra su cruel «marido» y asesino de su padre, quien le clava una daga en el pecho. Atila muere con el mango de la daga formando la sombra de una cruz en la tierra. Días más tarde, Pulcheria nombra a Marciano emperador.

## Reparto
- Jeff Chandler es Marciano.
- Jack Palance es Atila.
- Ludmilla Tchérina es la princesa Pulcheria.
- Rita Gam es Kubra.
- Jeff Morrow es el general Paulinus.
- George Dolenz es el emperador Teodosio II.
- Eduard Franz es Astrólogo.
- Allison Hayes es Ildico.
- Alexander Scourby es Crisafio.
- Howard Petrie es Gundahario.
- Michael Ansara es Edecon.
- Leo Gordon es Bleda.
- Moroni Olsen es el papa León I.
- Fred Nurney es Chambelán.
- Sara Shane es Myra.
- Pat Hogan es Sangibano.
- Robo Bechi es Chilothe.
- Charles Horvath es Olt.
- Glenn Thompson es Seyte.
- Chuck Robertson es Mirrai.
- Walter Coy es  Valentiniano III.
- Rusty Westcoatt es Tula.
- Norbert Schiller es Vidente.

## Producción
La película fue anunciada por Universal en octubre de 1953. Ludmilla Tchérina hizo su debut en la película, antes era bailarina. La película iba a ser la primera de Universal  en utilizar Cinemascope. Jack Palance, había recibido su segunda nominación al Oscar cuando aceptó el rol de Atila.
Otra película sobre Atila fue protagonizada por Anthony Quinn en esa misma época.